# Шампањац (албум)
Шампањац је двадесет трећи албум Милeта Китића. Издат је 2005. године.

## Списак песама
1. Шампањац
2. Луда девојко
3. Споменик
4. Запалићу све
5. Види се
6. Заводница
7. Љубав без правила
8. Татина маза
9. Жали
10. Последња адреса
11. Успутне станице